# 刺氏鼩蝟
刺氏鼩蝟（学名：Echinosorex gymnura），俗稱月鼠，是一種蝟科的小型肉食哺乳動物，是鼩蝟屬下唯一的物種，主要分布於中南半島、蘇門答臘、婆羅洲等東南亞地區。雖然被稱為「鼠」，但月鼠與齧齒類並無關係。
該物種平均壽命可達5年，喜夜行，棲息於森林中，以小型節肢動物、爬蟲類、兩棲類為主食。他們會分泌一種具氨成分的臭味作為地盤標記。